# NGC 5300
NGC 5300 este o hi (21cm) source⁠(d) situată în constelația Fecioara. A fost descoperită în 1786 de către William Herschel. Se află la o distanță de 17,86 megaparseci de Pământ.